# 莫亭县
莫亭县，中国古县名。
金朝贞祐二年（1214年）升莫镇置，治所在今河北省雄县鄚州镇。属莫州。元朝初年，为莫州治所。至元二年（1265年）省入河间县。后又复置。明朝洪武初降为鄚州驿。